# Рекамье, Жюли

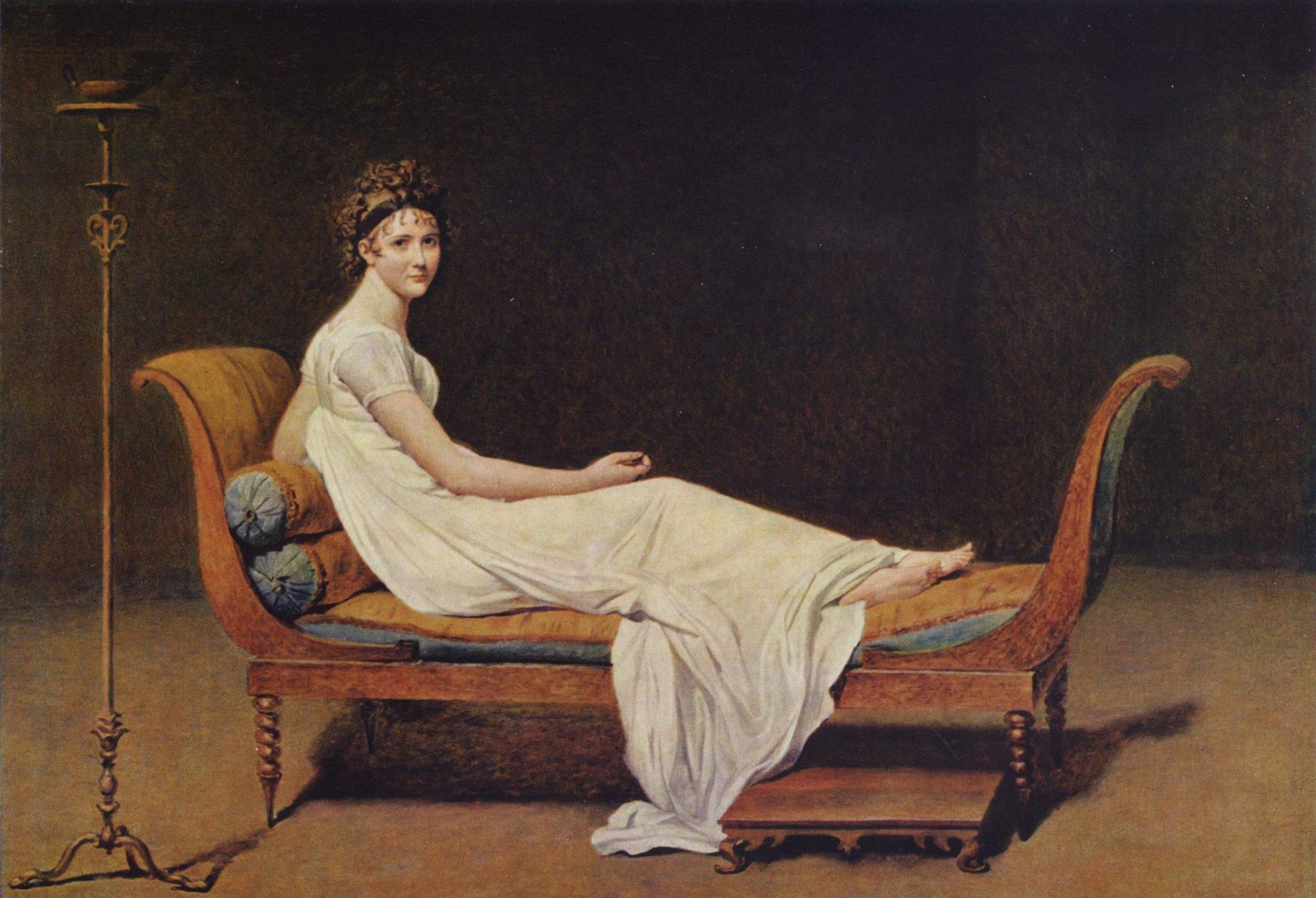
Ж. Л. Давид. Портрет мадам Рекамье. 1800. Лувр, Париж

Жюлье́т, или Жюли́, Рекамье́ (фр. Juliette (Julie) Récamier), полное имя — Жанна Франсуаза Жюльетт Аделаида Рекамье, в девичестве Бернар (фр. Jeanne Françoise Juliette Adélaïde Bernard), известная как мадам Рекамье (3 декабря 1777, Лион, Франция — 11 мая 1849, Париж) — французская писательница, хозяйка знаменитого салона, который был интеллектуальным центром Парижа, объединявшим, начиная с периода правления Директории и до июльской монархии, многих знаменитостей политического, литературного и артистического мира. Имя Рекамье стало одним из символов эпохи. Она была «звездой», о которой говорили в России и Англии, в Италии и Германии.

## Биография
Жюльетт Бернар родилась в семье королевского нотариуса в Лионе. Получила образование в Лионе в «монастыре Пустыни» (Couvent de la Déserte). В 1786 году семья переехала в Париж. В 1793 году, когда Жюли ещё не исполнилось шестнадцати лет, её выдали замуж за банкира Жака Рекамье, который был старше её на двадцать шесть лет (в 1800 году он стал регентом Банка Франции). Отношения между супругами были скорее дружескими, нежели любовными. В качестве свадебного подарка банкир купил Рекамье особняк бывшего королевского министра финансов Неккера в Париже, где она впервые в конце 1798 года стала принимать гостей, и эти визиты вскоре образовали знаменитый Салон. «Она восполнила недостатки своего образования и культуры утончённостью своей интуиции. Она в высшей степени обладала искусством принимать и умела сближать и удерживать вместе людей разных партий и противоположных темпераментов».
Обаяние Жюли, её живой ум привлекали к ней людей различных возрастов и положений, среди которых были маршал Жан-Батист Бернадот, герцог Матьё де Монморанси-Лаваль, принц Август Прусский, Бенжамен Констан, брат Наполеона Люсьен Бонапарт и даже сын её подруги мадам де Сталь. Однако Рекамье предпочитала держать дистанцию, более ценила настоящую дружбу, чем непостоянных поклонников. В списках имён гостей дома Рекамье были знаменитый писатель Франсуа Рене де Шатобриан, горячо любивший мадам Рекамье, писатель и критик Огюстен Сент-Бёв, Оноре де Бальзак, лучшая подруга Жюли писательница мадам де Сталь, Камиль Жордан, живописец Франсуа Жерар, скульптор Антонио Канова и многие другие.
Мадам Рекамье обставила свой салон в «этрусском стиле», или стиле «à la grecque» (греческом), входившим тогда в моду, в нём собирались писатели, живописцы, музыканты. Хозяйка, как и Жермена де Сталь, не скрывала критического отношения к новой государственной политике первого консула Наполеона Бонапарта. Полиция несколько раз закрывала её салон. Будущий император пытался привлечь мадам Рекамье к своему двору на «положении подруги», но дважды получал отказ. После высылки Жермены де Сталь и двух её кузенов (Адриана и Матье де Монморанси) из Парижа Жюли Рекамье поддерживала с ней переписку, что привело к приказу Бонапарта и о её удалении из столицы. Это привело к краху банковского дома Рекамье.
Но ещё до этого нарастало напряжение. Когда же по Парижу пошли слухи о новом шедевре живописца Ж. Л. Давида с изображением знаменитой красавицы, Бонапарт пришёл в ярость. Узнав, что однажды в салоне Рекамье присутствовали сразу три его министра, Наполеон с присущей ему язвительностью произнёс: «С каких пор совет министров стал собираться у мадам Рекамье?».
Художник изобразил Жюли Рекамье «на римский манер», в тунике, босиком, полулежащей на кушетке с плавно изогнутым изголовьем и скамеечкой для ног. Знаменитую кушетку, восходящую к находкам в раскопках Геркуланума и Помпей, по рисунку Давида и его ученика П.-Л. Моро выполнил мастер-мебельщик Ж. Жакоб Старший.
По примеру мадам Рекамье, запечатлённой в образе одалиски, парижские модницы стали носить платья, стилизованные под античные туники. Давид в этот период посредством своих картин стал диктовать моду в одежде, оформлении интерьеров и мебели, и даже в дамских причёсках и манере поведения. «Никогда ещё не была столь велика роль одного художника, причём не архитектора или декоратора, а живописца, в создании стиля жизни целой исторической эпохи». В дальнейшем такая мебель постоянно фигурировала в мастерских художников и парижских салонах. Рядом с кушеткой изображён высокий торшер в «помпейском стиле». На похожем кресле, также работы Жакоба по рисунку Давида, изображена мадам Рекамье на другом знаменитом портрете работы Франсуа Жерара (1802).

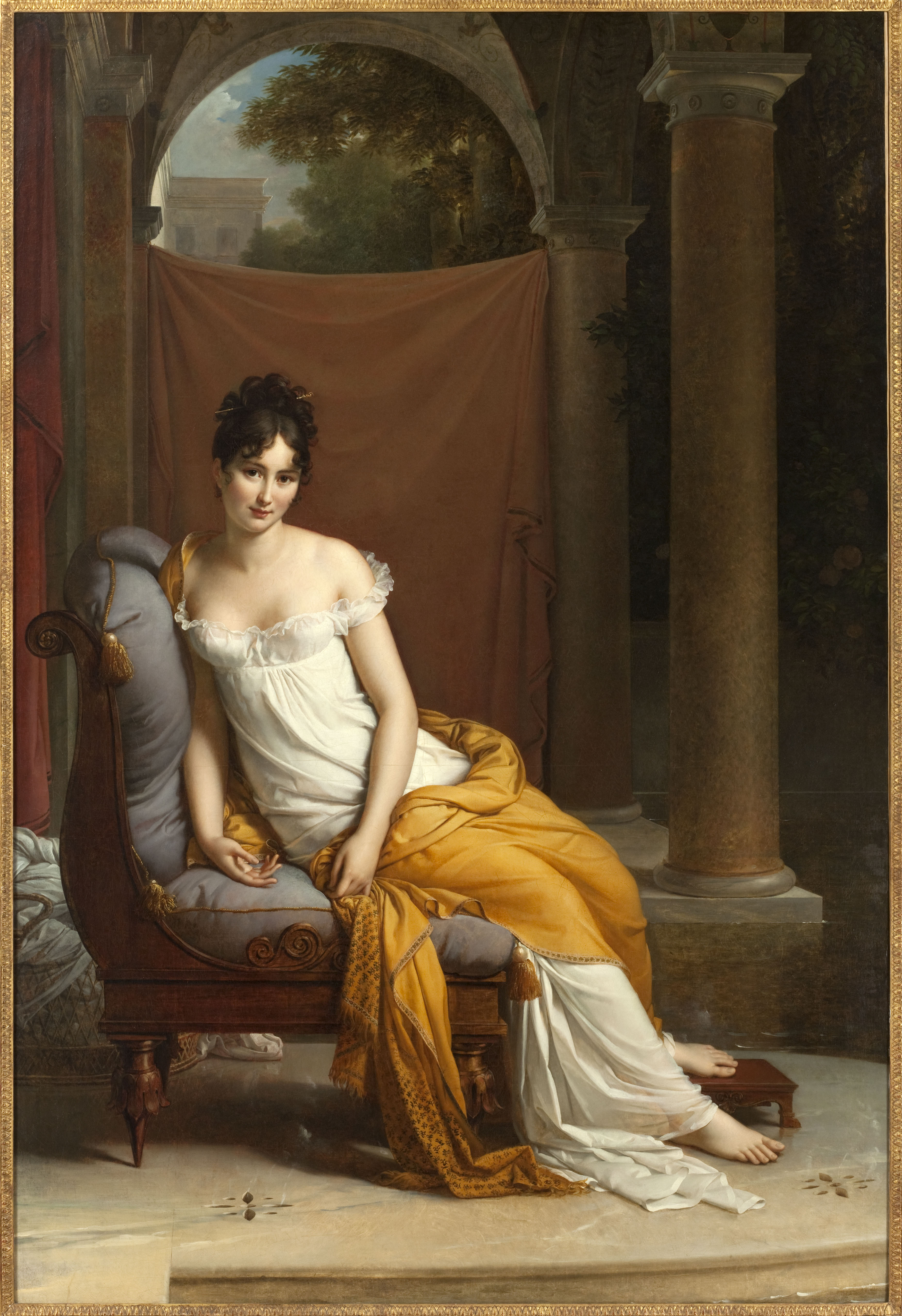
Ф. Жерар. Портрет мадам Рекамье. 1802—1805. Музей Карнавале, Париж

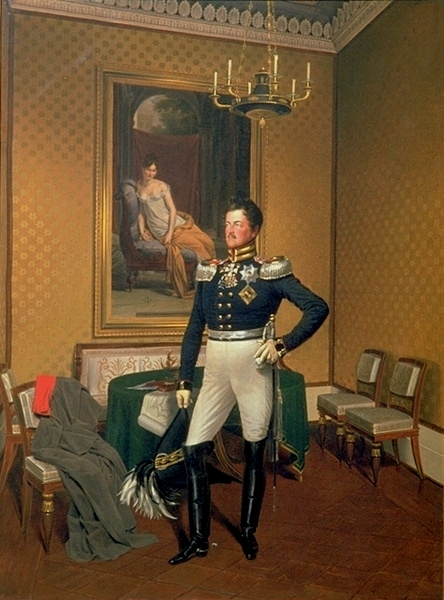
Принц Август Прусский заказал свой парадный портрет на фоне портрета мадам Рекамье кисти Ф. Жерара

Мебельщик Ж. Жакоб с началом эпохи ампира и далее выполнял заказы мадам Рекамье. Слово «рекамье» со временем стало символом, олицетворявшим хороший вкус, образованность и «новый парижский стиль». Этим словом стали называть похожие кушетки и вообще многие предметы ставшего модным в Париже «стиля рекамье»: платья, подпоясанные высоко под грудью «à la antique», причёски, ювелирные украшения — серьги, кулоны, бант-склаважи, светлые ткани и драпировки — всё, что ассоциировалось со знаменитым салоном.
После высылки из столицы Жюли Рекамье переехала во французскую провинцию, в Шалон-сюр-Марн, в марте 1813 года уехала в Италию. В Риме она постепенно восстановила свою «социальную жизнь». Именно тогда скульптор А. Канова выполнил два её бюста из мрамора. Приглашённая в Неаполь в декабре 1813 года королем Мюратом и королевой Каролиной, Жюли Рекамье узнала в апреле 1814 года об отречении Наполеона. 1 июня 1814 года мадам Рекамье вернулась в Париж и вновь открыла двери своего Салона. В 1819 году она переехала в монастырь Аббе-о-Буа в Париже (монахини которого снимали квартиры в столице для женщин из высшего сословия), где продолжала устраивать приёмы. В 1825 году Жюли арендовала большую комнату на первом этаже.
Её близкий друг Шатобриан скончался 4 июля 1848 года. Жюли Рекамье постепенно теряла зрение из-за старческой катаракты. 11 мая 1849 года, почти слепая, она умерла в возрасте 71 года. Похоронена на кладбище Монмартр в Париже, где похоронены её родители, муж и её старый друг Пьер Симон Балланш.
Жюли писала мемуары, но перед смертью приказала их уничтожить. Она оставила большое количество писем. Её племянница и приёмная дочь Амели Ленорман — автор биографии Рекамье, опубликованной в 1859 году, в которой приведены некоторые из писем, полученных от её прославленных корреспондентов. Письма хранятся в отделе рукописей Национальной библиотеки Франции.
Обаяние Жюли Рекамье привлекало к её личности многих художников, оставивших обширную иконографию: картины, рисунки, гравюры. Живописец Ж. Л. Давид, помимо прославленной картины, вероятно, написал ещё одно прижизненное изображение мадам Рекамье (атрибуция картины вызывает споры) полностью обнажённой и без прикрас. Существует версия, что таким образом художник отомстил модели за ссору, из-за которой остался незавершённым её первый портрет.

## Галерея

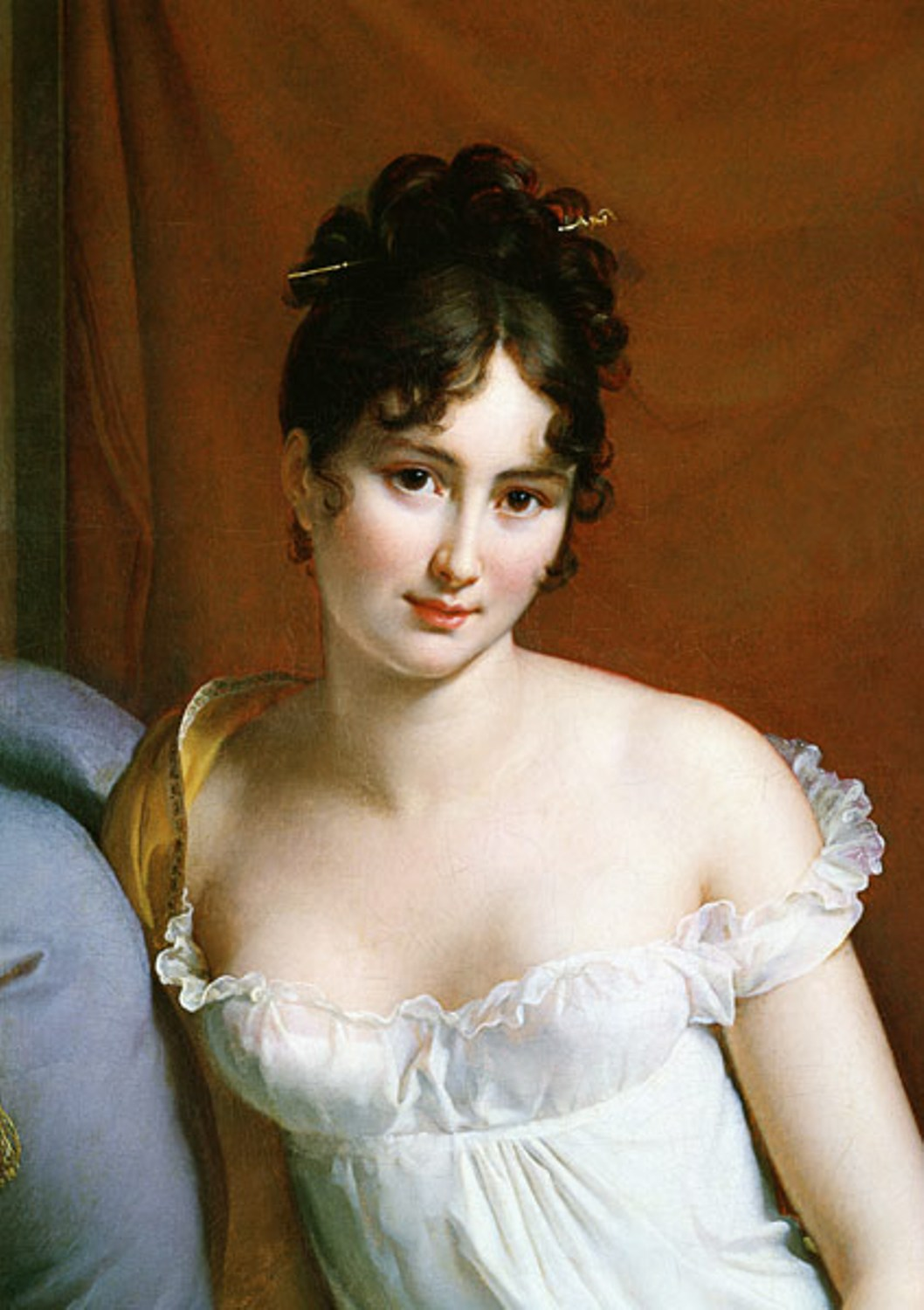
Ф. Жерар. Жюли Рекамье. Деталь. 1805. Музей Карнавале, Париж
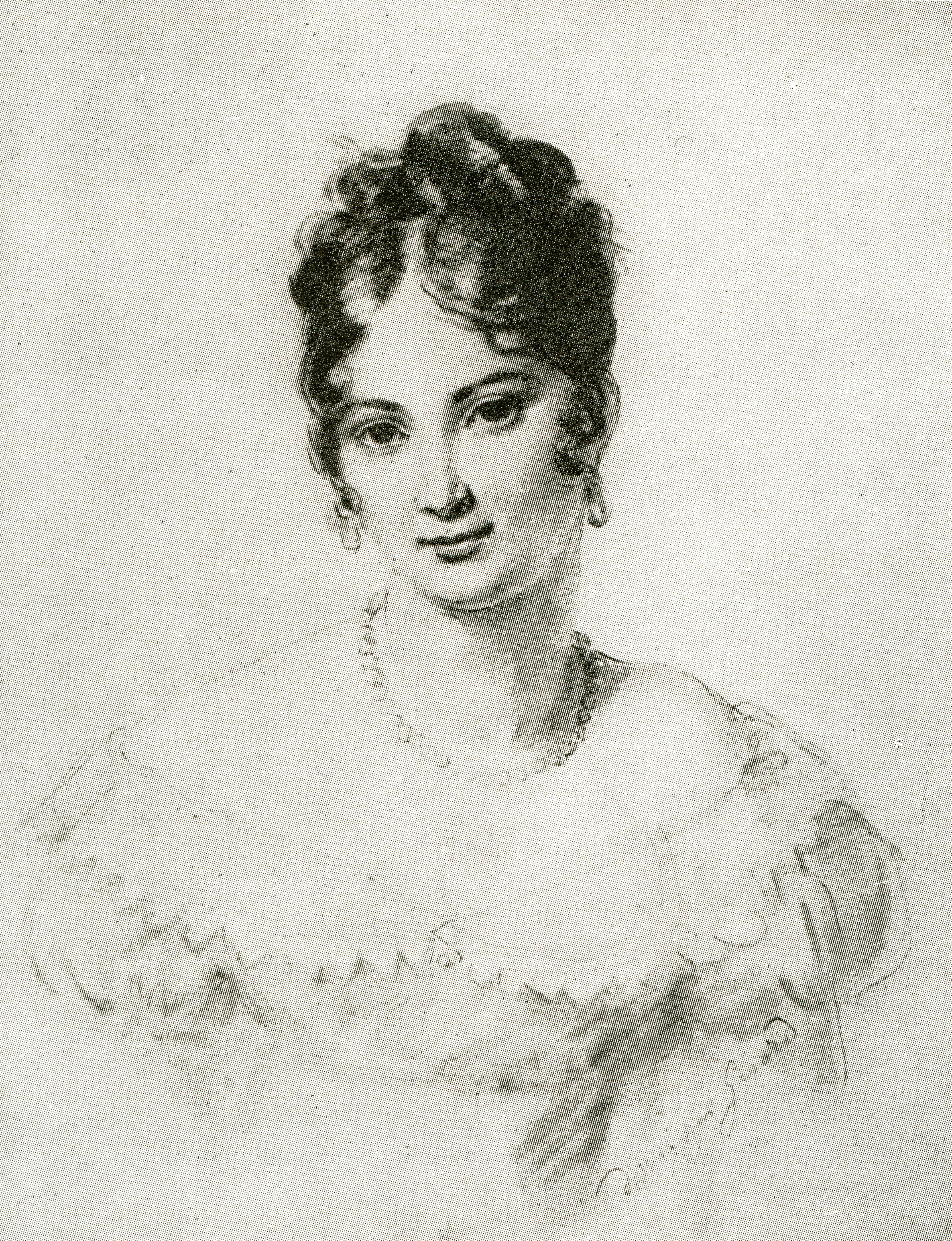
Ф. Жерар. Портрет Жюли Рекамье. Рисунок. 1802—1805. Музей Карнавале, Париж
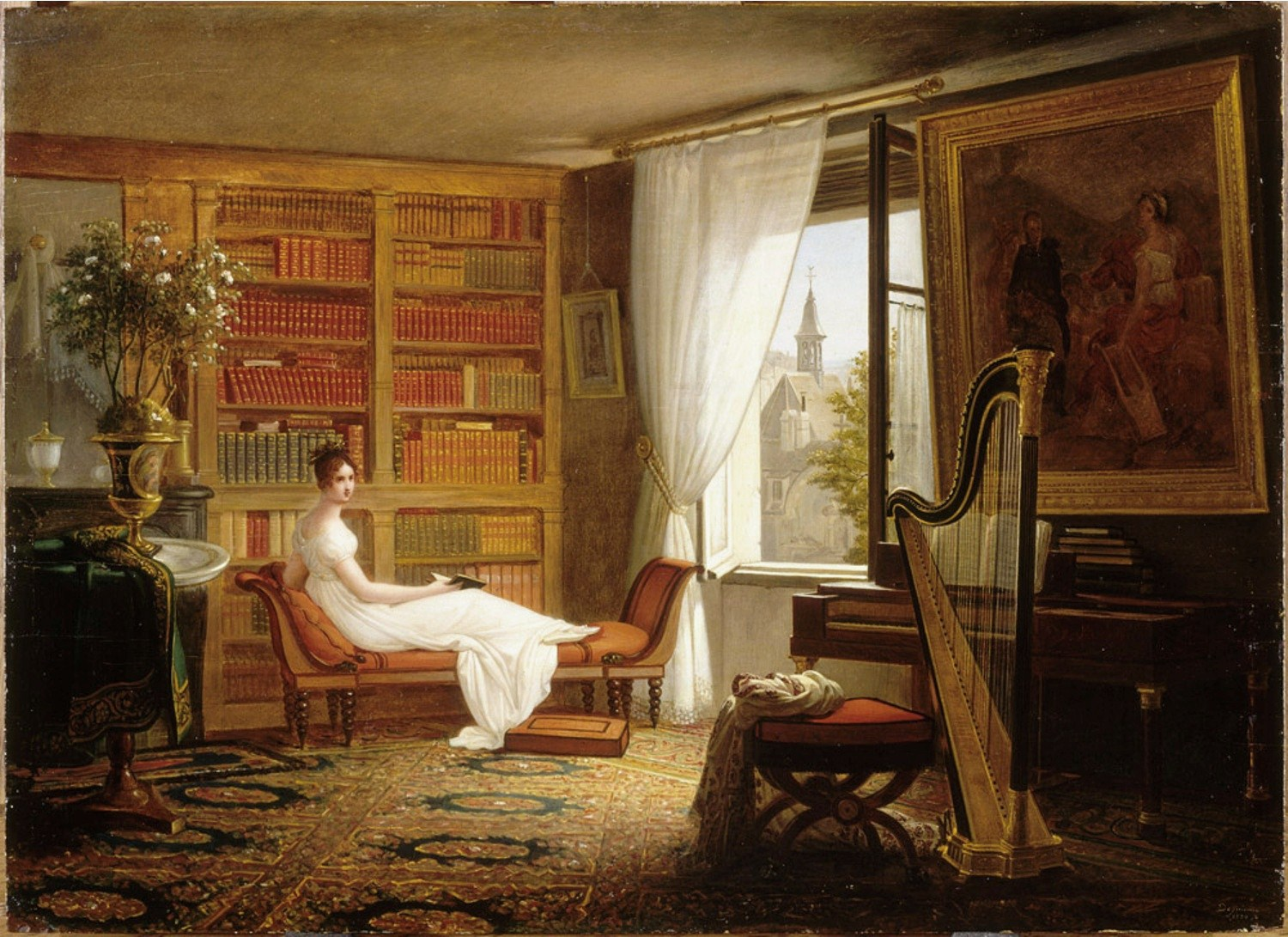
Ф. Л. Дежуэн. Салон мадам Рекамье в Аббе-о-Буа. 1826. Лувр, Париж
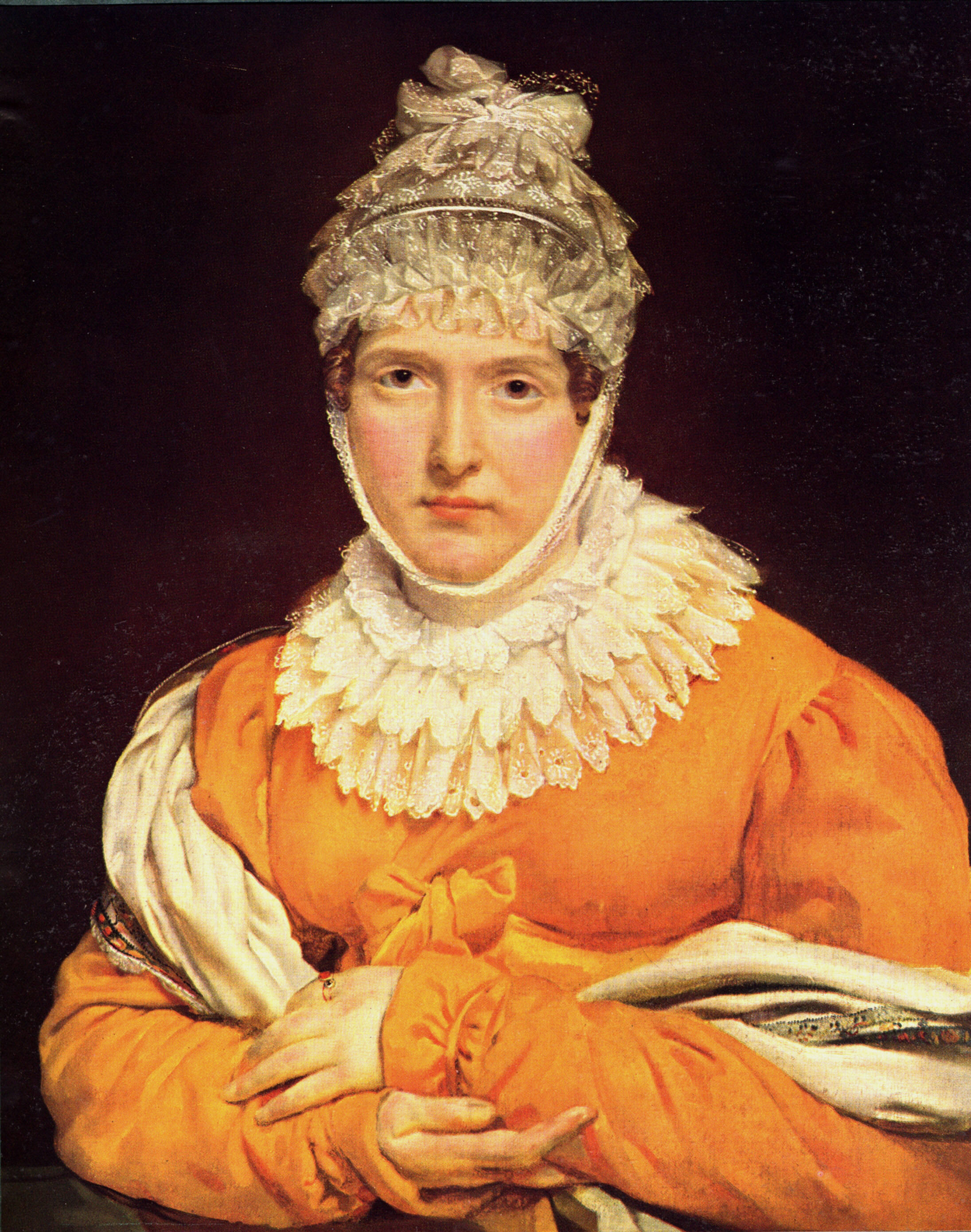
Антуан-Жан Гро. Портрет мадам Рекамье. 1825, Галерея старых мастеров Штросмайера, Загреб.
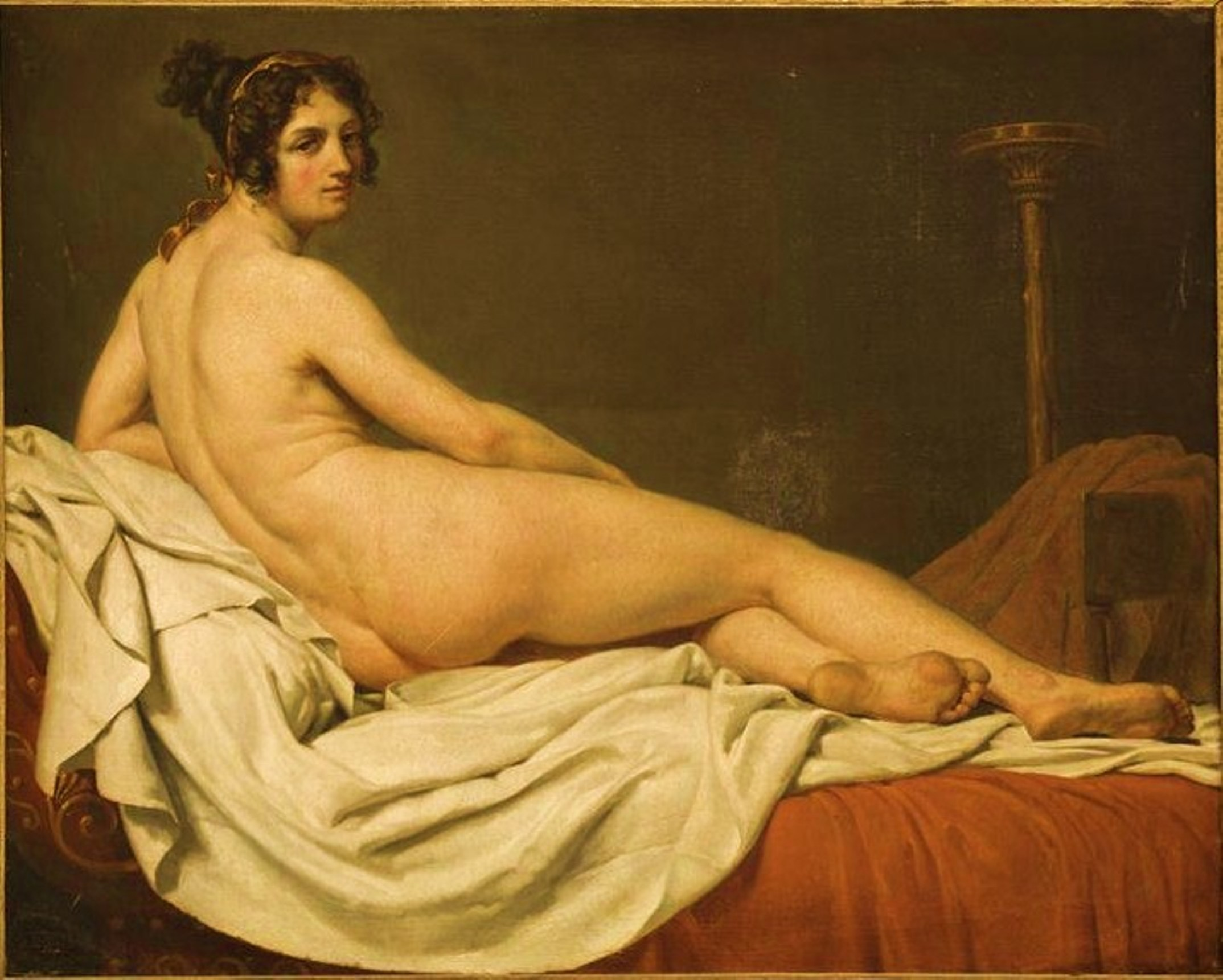
Ж. Л. Давид (?). Мадам Рекамье. Ок. 1810. Шато де Булонь-сюр-Мер
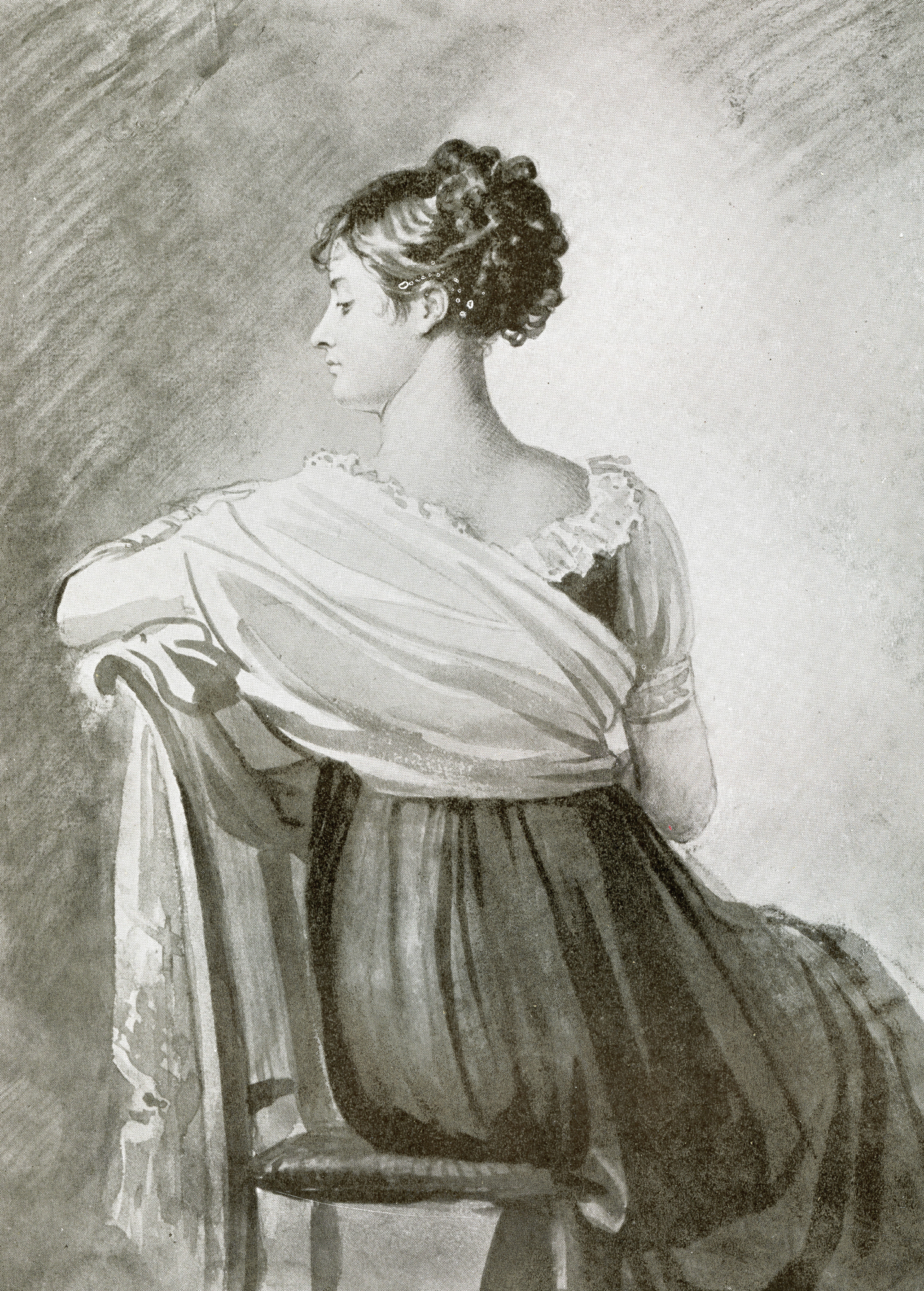
Ф. Жерар. Мадам Рекамье. 1829. Чёрный карандаш, акварель. Частное собрание

## В искусстве
- «Портрет мадам Рекамье» — картина мадам Олали Морин, 1799, музей Версаль.
- «Портрет мадам Рекамье» — картина французского художника Жака Луи Давида, написанная в 1800 году.
- «Портрет мадам Рекамье» — картина Франсуа Жерара 1802 года.
- «Мадам Рекамье» — скульптура (бюст) работы Жозефа Шинара.
- «Перспектива мадам Рекамье» — картина Рене Магритта (1955).
- «Два века» — стихотворение Александра Блока (1911) «Век не салонов, а гостиных,//Не Рекамье, — а просто дам…»
- Франсуаза Важнер, «Госпожа Рекамье»; серия: Жизнь замечательных людей.
- Amélie Lenormant, Souvenirs et correspondance tirés des papiers de Madame Récamier, Paris, Lévy, 1860.

## Образ в кино
- «Мадам Рекамье[нем.]» (немой, Германи, 1920), реж. Йозеф Дельмонт[нем.] — актриса Ферн Андра
- «Наполеон» (немой, Франция, 1927) — актриса Сьюзи Вернон[фр.]
- «Битва при Аустерлице» (Франция, Италия, Югославия, 1960) — актриса Нелли Каплан[фр.]